# Hall County (Georgia)
Das Hall County ist ein County im Bundesstaat Georgia der Vereinigten Staaten. Verwaltungssitz (County Seat) ist Gainesville, das nach General Edmund P. Gaines benannt wurde.

## Geographie
Das County liegt im Norden von Georgia. Es ist im Nordosten etwa 50 km von South Carolina und im Norden etwa 60 km von North Carolina entfernt. Es hat eine Fläche von 1112 Quadratkilometern, wovon 92 Quadratkilometer Wasseroberfläche sind, und grenzt im Uhrzeigersinn an folgende Countys: Habersham County, Banks County, Jackson County, Barrow County, Gwinnett County, Forsyth County, Dawson County, Lumpkin County und White County.
Das County wird vom Office of Management and Budget zu statistischen Zwecken unter dem Namen Gainesville, GA Metropolitan Statistical Area geführt.

## Geschichte

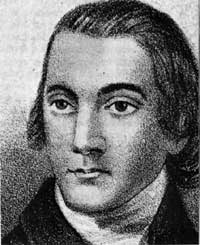
L. Hall

Hall County wurde am 15. Dezember 1818 als 44. County von Georgia aus Indianerland gebildet. Benannt wurde es nach Lyman Hall, einem der drei Unterzeichner der Unabhängigkeitserklärung von Georgia und späterem Gouverneur von Georgia. Das erste Kraftwerk wurde 1899 erbaut, und Gainesville war 1899 die erste Stadt im Süden von Amerika, die über eine elektrische Straßenbeleuchtung verfügte.
Auf dem Lake Lanier wurde 1996 ein Teil der Olympischen Spiele ausgetragen.

## Demografische Daten
Laut der Volkszählung von 2010 verteilten sich die damaligen 179.684 Einwohner auf 60.691	bewohnte Haushalte, was einen Schnitt von 2,91 Personen pro Haushalt ergibt. Insgesamt bestehen 68.825 Haushalte.
74,6 % der Haushalte waren Familienhaushalte (bestehend aus verheirateten Paaren mit oder ohne Nachkommen bzw. einem Elternteil mit Nachkomme) mit einer durchschnittlichen Größe von 3,35 Personen. In 40,2 % aller Haushalte lebten Kinder unter 18 Jahren sowie in 23,6 % aller Haushalte Personen mit mindestens 65 Jahren.
30,7 % der Bevölkerung waren jünger als 20 Jahre, 27,1 % waren 20 bis 39 Jahre alt, 26,1 % waren 40 bis 59 Jahre alt und 16,0 % waren mindestens 60 Jahre alt. Das mittlere Alter betrug 35 Jahre. 49,9 % der Bevölkerung waren männlich und 50,1 % weiblich.
74,1 % der Bevölkerung bezeichneten sich als Weiße, 7,4 % als Afroamerikaner, 0,5 % als Indianer und 1,8 % als Asian Americans. 14,0 % gaben die Angehörigkeit zu einer anderen Ethnie und 2,2 % zu mehreren Ethnien an. 26,1 % der Bevölkerung bestand aus Hispanics oder Latinos.
Das durchschnittliche Jahreseinkommen pro Haushalt lag bei 51.036 USD, dabei lebten 18,8 % der Bevölkerung unter der Armutsgrenze.

## Orte im Hall County

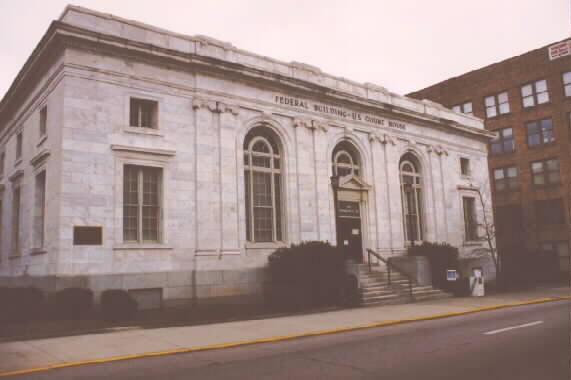
Das ehemalige Hall County Courthouse in Gainesville, gelistet im NRHP Nr. 95000717

Orte im Hall County mit Einwohnerzahlen der Volkszählung von 2010:
Cities:
- Buford – 12.225 Einwohner
- Gainesville (County Seat) – 33.804 Einwohner
- Gillsville – 235 Einwohner
- Lula – 2.758 Einwohner
- Oakwood – 3.970 Einwohner

Towns:
- Braselton – 7.511 Einwohner
- Clermont – 875 Einwohner
- Flowery Branch – 5.679 Einwohner
- Rest Haven – 62 Einwohner